# 抱いてセニョリータ
「抱いてセニョリータ」（だいてセニョリータ）は、日本のアイドル、山下智久のデビューシングル。

## 概要
当時NEWSのメンバーであった、山下智久のソロデビューシングル。オリコン調べで男性ソロアーティストの初動売上40万枚突破は、桑田佳祐「白い恋人達」以来であり、グループからのソロ1stシングルの初動売上としては、当時稲葉浩志「遠くまで」に続く歴代2位を記録した。男性ソロアーティストによるテレビドラマ主題歌のオリコン1位記録は、平井堅「POP STAR」以来となる。また、NEWS・修二と彰の名義を含めると8作連続1位を獲得している。USENのJ-POPリクエストチャートでも1位を獲得した。
発売日当日、本作のタイトルをプリントしたTシャツを着たスタッフが、PRのために風船を配るというイベントを渋谷で行った。また、ジャニーズ・エンタテイメントの公式サイトでは、「抱いてセニョリータ」の振り付けを図解した「ふりつけセニョリータ」を配信した。
台湾では通常盤のみの発売となった。
累計売上は80万枚以上。
累計60.5万枚を売り上げ、2006年発売のテレビドラマ主題歌の中で最も売れた作品となった。

## 収録曲

### CD
※「向日葵」以降、通常盤のみ収録。
1. 抱いてセニョリータ
作詞：zopp、作曲：渡辺未来, 真崎修、編曲：前嶋康明
  - 山下智久主演 TBS系ドラマ『クロサギ』主題歌
  - 山下智久主演 映画『映画 クロサギ』挿入歌

修二と彰「青春アミーゴ」を手掛けたzoppが作詞を担当。山下本人が「セニョリータ」という言葉を使う事を提案し、「青春アミーゴ」と同一の世界での物語となる[6]。「青春アミーゴ」が男性二人の友情をテーマに書かれたのに対し、「抱いてセニョリータ」は恋愛をテーマとし[6]、年上の女性と恋をする男性が主人公である[7]。歌詞に出てくる、主人公とつるんでいる「あいつ」とは修二の事を指す[7]。「青春アミーゴ」同様歌謡曲を意識した曲調は、NEWSの楽曲との差別化を図る意図もある[8]。
サザンオールスターズの桑田佳祐が自身の番組「桑田佳祐の音楽寅さん 〜MUSIC TIGER〜」内の「寅さんが選んだ21世紀ベストソング20」の3位にこの曲を挙げた。
2. 指輪
作詞・作曲：山下智久、編曲：鈴木Daichi秀行
  - NEWS DVD『NEWSニッポン0304』収録曲

以前からコンサートなどで披露していた楽曲であり、今回の収録にあたりメロディーラインや構成が変化している。
3. 向日葵
作詞：仲村達史、作曲：北野正人、編曲：中村康就
4. 抱いてセニョリータ（オリジナル・カラオケ）

### 特典DVD
※初回生産限定盤のみ
1. ビデオクリップ
2. レコーディング風景等のオフショット映像